# Sérgio Oliveira
Sérgio Miguel Relvas de Oliveira (Paços de Brandão, 2 giugno 1992) è un calciatore portoghese, centrocampista dello Sport Recife.

## Caratteristiche tecniche
Centrocampista centrale, può agire da regista, da mediano davanti alla difesa e da mezzala, e sa giocare sia nel centrocampo a 2 che in quello a 3. Abbina quantità e qualità (non per niente viene definito un centrocampista box-to-box) ed è abile in fase realizzativa e come assist-man. Di piede destro, è abile negli inserimenti, oltre a essere un buon tiratore di rigori e punizioni.

## Carriera

### Club

#### Inizi tra Porto, prestiti e Paços Ferreira
Si forma presso il Paços de Brandão, società calcistica dell'omonimo quartiere di Porto natio di Oliveira, per poi passare nel 2002 al Porto. Debutta tra i professionisti il 17 ottobre 2009, in occasione del match di Taça de Portugal vinto contro il Sertanense (4-0); in tale occasione diventa, all'età di 17 anni e 127 giorni, il calciatore più giovane a debuttare col Porto.battendo il precedente record di Fernando Gomes; durante la partita ha fornito un assist per Hulk in uno dei gol.
Il 18 agosto 2010 viene ceduto in prestito al Beira-Mar. Debutta con il nuovo club il 23 ottobre seguente, nel match di Primeira Liga contro il Paços Ferreira (1-1). Di rientro al Porto, nell'estate 2011 viene invece girato ai belgi del Malines; rientra in Portogallo sei mesi più tardi, completando l'annata 2011-2012 in forza al Penafiel.
Dopo aver trascorso la stagione 2012-2013 tra i ranghi del Porto B, nell'estate 2013 è ceduto in prestito al Paços Ferreira, dal quale club viene riscattato un anno più tardi.

#### Ritorno al Porto, Nantes e PAOK
Il 27 gennaio 2015 viene accordato il ritorno di Oliveira al Porto a titolo definitivo, previsto per il 1º luglio successivo. Il 3 febbraio 2016 va per la prima volta a segno con i Dragoni, nel match di Taça de Portugal contro il Gil Vicente (3-0).
A inizio febbraio 2017 viene ceduto in prestito breve al Nantes, voluto dal tecnico Sérgio Conceição. Tuttavia non trova molto spazio con il club francese a causa di problemi fisici.
Nell'estate 2017 è confermato in forza ai Dragoni, dove ritrova Conceição sulla panchina; durante l'annata diventa perno del centrocampo dei biancoblù con Héctor Herrera a seguito di un grave infortunio accorso a Danilo Pereira, e a fine stagione conquista il titolo nazionale.
Il 31 gennaio 2019 viene ceduto in prestito breve ai greci del PAOK. Trova il suo primo gol con gli ellenici il 18 febbraio seguente, contribuendo così al successo sull'Apollōn Smyrnīs (1-5). A fine annata può fregiarsi della conquista del primo double nella storia del club di Salonicco.

#### Affermazione al Porto e Roma
Nella stagione 2019-2020, nuovamente al Porto, si distingue come elemento essenziale della rosa dei Dragoni, con cui consegue nuovamente il titolo nazionale e la Taça de Portugal. È prolifico nella stagione successiva, con un bottino di 20 gol, di cui 13 in campionato, in 48 presenze, tra i quali si ricorda una doppietta siglata nella gara di ritorno degli ottavi di UEFA Champions League persa contro la Juventus (3-2 dts), che vale la qualifica del Porto ai quarti della detta competizione; al termine dell'annata è incluso nella squadra della stagione della UEFA Champions League, competizione in cui i lusitani sono stati eliminati ai quarti dal Chelsea.
Trascorre il primo semestre della stagione 2021-2022 come riserva di Bruno Costa. Il 12 gennaio 2022 si trasferisce in prestito breve alla Roma, a fronte di un esborso pari a 1 milione di euro, con opzione di riscatto fissato a 13,5 milioni. Il 16 gennaio successivo, all'esordio assoluto con i giallorossi, decide con un rigore la gara di Serie A contro il Cagliari (1-0). Il 10 marzo, alla sua prima presenza in UEFA Conference League, è nuovamente decisivo con una marcatura nell'andata degli ottavi contro il Vitesse (0-1), nella ripresa del quale match il lusitano rimedia anche un'espulsione per doppia ammonizione. Pur diventando membro integrante della rosa romanista, con cui conquista la Conference League il 25 maggio, a fine stagione il calciatore non viene riscattato.

#### Passaggio al Galatasaray
Il 9 luglio 2022 viene ufficializzato il suo trasferimento al Galatasaray per circa 3 milioni di euro, firmando un contratto quadriennale con i turchi.

#### Olympiacos e Sport Recife
Il 4 settembre 2024 viene acquistato dall'Olympiacos.
Il 18 febbraio 2025 si è trasferito ai brasiliani dello Sport Recife.

### Nazionale
Ha militato nelle selezioni giovanili portoghesi dall'under-17 all'under-21, partecipando al Mondiale Under-20 svoltosi nel 2011.
Oliveira è stato il capitano dell'under 21 agli Europei del 2015 in Repubblica Ceca. Ha colpito la traversa nel primo tempo della finale contro la Svezia, ed è stato sostituito con la squadra che ha perso ai rigori dopo un pareggio 0-0 a Praga.
Viene convocato per le Olimpiadi 2016 in Brasile.
Il 6 settembre 2018 esordisce in nazionale maggiore nell'amichevole pareggiata 1-1 contro la Croazia.
A partire dal 2020 diventa un convocato fisso della selezione lusitana, venendo convocato per Euro 2020, giocando nel pareggio per 2-2 contro la Francia e nella sconfitta per 1-0 contro il Belgio agli ottavi.

## Statistiche

### Presenze e reti nei club
Statistiche aggiornate al 6 aprile 2025.
| Stagione              | Squadra               | Campionato            | Campionato | Campionato | Coppe nazionali | Coppe nazionali | Coppe nazionali | Coppe continentali | Coppe continentali | Coppe continentali | Altre coppe | Altre coppe | Altre coppe | Totale | Totale |
| Stagione              | Squadra               | Comp                  | Pres       | Reti       | Comp            | Pres            | Reti            | Comp               | Pres               | Reti               | Comp        | Pres        | Reti        | Pres   | Reti   |
| --------------------- | --------------------- | --------------------- | ---------- | ---------- | --------------- | --------------- | --------------- | ------------------ | ------------------ | ------------------ | ----------- | ----------- | ----------- | ------ | ------ |
| 2009-2010             | Porto                 | PL                    | 0          | 0          | CP+CdL          | 1+3             | 0               | UCL                | 0                  | 0                  | SP          | 0           | 0           | 4      | 0      |
| 2010-2011             | Beira-Mar             | PL                    | 6          | 0          | CP+CdL          | 2+4             | 0               | -                  | -                  | -                  | -           | -           | -           | 12     | 0      |
| 2011-gen. 2012        | Malines               | D1                    | 6          | 1          | CB              | 2               | 2               | -                  | -                  | -                  | -           | -           | -           | 8      | 3      |
| gen.-giu. 2012        | Penafiel              | SL                    | 12         | 2          | CP+CdL          | 0+1             | 1               | -                  | -                  | -                  | -           | -           | -           | 13     | 3      |
| 2012-2013             | Porto B               | SL                    | 36         | 6          | -               | -               | -               | -                  | -                  | -                  | -           | -           | -           | 36     | 6      |
| 2013-2014             | Paços Ferreira        | PL                    | 28+1       | 2          | CP+CdL          | 2+2             | 1+1             | UCL+UEL            | 1+4                | 0                  | -           | -           | -           | 38     | 4      |
| 2014-2015             | Paços Ferreira        | PL                    | 26         | 2          | CP+CdL          | 1+0             | 0               | -                  | -                  | -                  | -           | -           | -           | 27     | 2      |
| Totale Paços Ferreira | Totale Paços Ferreira | Totale Paços Ferreira | 55         | 4          |                 | 5               | 2               |                    | 5                  | 0                  |             | -           | -           | 65     | 6      |
| 2015-2016             | Porto                 | PL                    | 9          | 2          | CP+CdL          | 5+3             | 1+0             | UEL                | 1                  | 0                  | -           | -           | -           | 18     | 3      |
| 2016-gen. 2017        | Porto                 | PL                    | 1          | 0          | CP+CdL          | 0               | 0               | UCL                | 1                  | 0                  | -           | -           | -           | 2      | 0      |
| gen-giu. 2017         | Nantes                | L1                    | 6          | 0          | CF+CdL          | 0               | 0               | -                  | -                  | -                  | -           | -           | -           | 6      | 0      |
| 2017-2018             | Porto                 | PL                    | 19         | 4          | CP+CdL          | 2+1             | 0               | UCL                | 5                  | 0                  | -           | -           | -           | 27     | 4      |
| 2018-gen. 2019        | Porto                 | PL                    | 8          | 1          | CP+CdL          | 3+1             | 0               | UCL                | 4                  | 1                  | SP          | 1           | 0           | 17     | 2      |
| gen.-giu. 2019        | PAOK                  | SL                    | 11         | 3          | CG              | 4               | 0               | UCL+UEL            | -                  | -                  | -           | -           | -           | 15     | 3      |
| 2019-2020             | Porto                 | PL                    | 20         | 3          | CP+CdL          | 5+4             | 1+0             | UCL+UEL            | 2+3                | 1+0                | -           | -           | -           | 34     | 5      |
| 2020-2021             | Porto                 | PL                    | 32         | 13         | CP+CdL          | 6+1             | 1+0             | UCL                | 8                  | 5                  | SP          | 1           | 1           | 48     | 20     |
| 2021-gen. 2022        | Porto                 | PL                    | 13         | 2          | CP+CdL          | 3+2             | 2+0             | UCL                | 6                  | 1                  | -           | -           | -           | 24     | 5      |
| Totale Porto          | Totale Porto          | Totale Porto          | 102        | 25         |                 | 40              | 5               |                    | 30                 | 8                  |             | 2           | 1           | 174    | 39     |
| gen.-giu. 2022        | Roma                  | A                     | 14         | 2          | CI              | 2               | 0               | UECL               | 6                  | 1                  | -           | -           | -           | 22     | 3      |
| 2022-2023             | Galatasaray           | SL                    | 32         | 4          | TK              | 2               | 0               | -                  | -                  | -                  | -           | -           | -           | 34     | 4      |
| 2023-2024             | Galatasaray           | SL                    | 12         | 1          | TK              | 1               | 0               | UCL+UEL            | 10+1               | 1+0                | ST          | 0           | 0           | 24     | 2      |
| Totale Galatasaray    | Totale Galatasaray    | Totale Galatasaray    | 44         | 5          |                 | 3               | 0               |                    | 11                 | 1                  |             | 0           | 0           | 58     | 6      |
| 2024- feb. 2025       | Olympiacos            | SL                    | 4          | 0          | CG              | 1               | 0               | UEL                | 2                  | 0                  | -           | -           | -           | 7      | 0      |
| 2025                  | Sport Recife          | CP+A                  | 5+2        | 0+0        | CB              | 1               | 0               | -                  | -                  | -                  | -           | -           | -           | 8      | 0      |
| Totale carriera       | Totale carriera       | Totale carriera       | 303        | 48         |                 | 65              | 10              |                    | 54                 | 10                 |             | 2           | 1           | 424    | 69     |

### Cronologia presenze e reti in nazionale
| Cronologia completa delle presenze e delle reti in nazionale ― Portogallo | Cronologia completa delle presenze e delle reti in nazionale ― Portogallo | Cronologia completa delle presenze e delle reti in nazionale ― Portogallo | Cronologia completa delle presenze e delle reti in nazionale ― Portogallo | Cronologia completa delle presenze e delle reti in nazionale ― Portogallo | Cronologia completa delle presenze e delle reti in nazionale ― Portogallo | Cronologia completa delle presenze e delle reti in nazionale ― Portogallo | Cronologia completa delle presenze e delle reti in nazionale ― Portogallo |
| Data                                                                      | Città                                                                     | In casa                                                                   | Risultato                                                                 | Ospiti                                                                    | Competizione                                                              | Reti                                                                      | Note                                                                      |
| ------------------------------------------------------------------------- | ------------------------------------------------------------------------- | ------------------------------------------------------------------------- | ------------------------------------------------------------------------- | ------------------------------------------------------------------------- | ------------------------------------------------------------------------- | ------------------------------------------------------------------------- | ------------------------------------------------------------------------- |
| 6-9-2018                                                                  | Lisbona                                                                   | Portogallo                                                                | 1 – 1                                                                     | Croazia                                                                   | Amichevole                                                                | -                                                                         | 81’                                                                       |
| 10-9-2018                                                                 | Lisbona                                                                   | Portogallo                                                                | 1 – 0                                                                     | Italia                                                                    | UEFA Nations League 2018-2019 - 1º turno                                  | -                                                                         | 86’                                                                       |
| 14-10-2018                                                                | Londra                                                                    | Scozia                                                                    | 1 – 3                                                                     | Portogallo                                                                | Amichevole                                                                | -                                                                         | 56’                                                                       |
| 5-9-2020                                                                  | Porto                                                                     | Portogallo                                                                | 4 – 1                                                                     | Croazia                                                                   | UEFA Nations League 2020-2021 - 1º turno                                  | -                                                                         | 81’                                                                       |
| 11-11-2020                                                                | Lisbona                                                                   | Portogallo                                                                | 7 – 0                                                                     | Andorra                                                                   | Amichevole                                                                | -                                                                         | 46’                                                                       |
| 14-11-2020                                                                | Lisbona                                                                   | Portogallo                                                                | 0 – 1                                                                     | Francia                                                                   | UEFA Nations League 2020-2021 - 1º turno                                  | -                                                                         | 84’                                                                       |
| 17-11-2020                                                                | Spalato                                                                   | Croazia                                                                   | 2 – 3                                                                     | Portogallo                                                                | UEFA Nations League 2020-2021 - 1º turno                                  | -                                                                         | 77’                                                                       |
| 24-3-2021                                                                 | Torino                                                                    | Portogallo                                                                | 1 – 0                                                                     | Azerbaigian                                                               | Qual. Mondiali 2022                                                       | -                                                                         | 88’                                                                       |
| 27-3-2021                                                                 | Belgrado                                                                  | Serbia                                                                    | 2 – 2                                                                     | Portogallo                                                                | Qual. Mondiali 2022                                                       | -                                                                         | 72’                                                                       |
| 30-3-2021                                                                 | Lussemburgo                                                               | Lussemburgo                                                               | 1 – 3                                                                     | Portogallo                                                                | Qual. Mondiali 2022                                                       | -                                                                         | 89’                                                                       |
| 4-6-2021                                                                  | Madrid                                                                    | Spagna                                                                    | 0 – 0                                                                     | Portogallo                                                                | Amichevole                                                                | -                                                                         | 59’                                                                       |
| 23-6-2021                                                                 | Budapest                                                                  | Portogallo                                                                | 2 – 2                                                                     | Francia                                                                   | Euro 2020 - 1º turno                                                      | -                                                                         | 88’                                                                       |
| 27-6-2021                                                                 | Siviglia                                                                  | Belgio                                                                    | 1 – 0                                                                     | Portogallo                                                                | Euro 2020 - Ottavi di finale                                              | -                                                                         | 78’                                                                       |
| Totale                                                                    |                                                                           | Presenze                                                                  | 13                                                                        |                                                                           | Reti                                                                      | 0                                                                         |                                                                           |

## Palmarès

### Club

#### Competizioni statali
- Campionato Pernambucano: 1

Sport Recife: 2025

#### Competizioni nazionali
- Coppa del Portogallo: 2

Porto: 2009-2010, 2019-2020
- Campionato portoghese: 2

Porto: 2017-2018, 2019-2020
- Supercoppa di Portogallo: 2

Porto: 2018, 2020
- Campionato greco: 1

PAOK: 2018-2019
- Coppa di Grecia: 1

PAOK: 2018-2019
- Campionato turco: 2

Galatasaray: 2022-2023, 2023-2024
- Supercoppa di Turchia: 1

Galatasaray: 2023

#### Competizioni internazionali
- UEFA Conference League: 1

Roma: 2021-2022

### Individuale
- Miglior giocatore della Supercoppa di Portogallo: 1

2020
- Squadra della stagione della UEFA Champions League: 1

2020-2021